# کلیسای بزرگ امسک

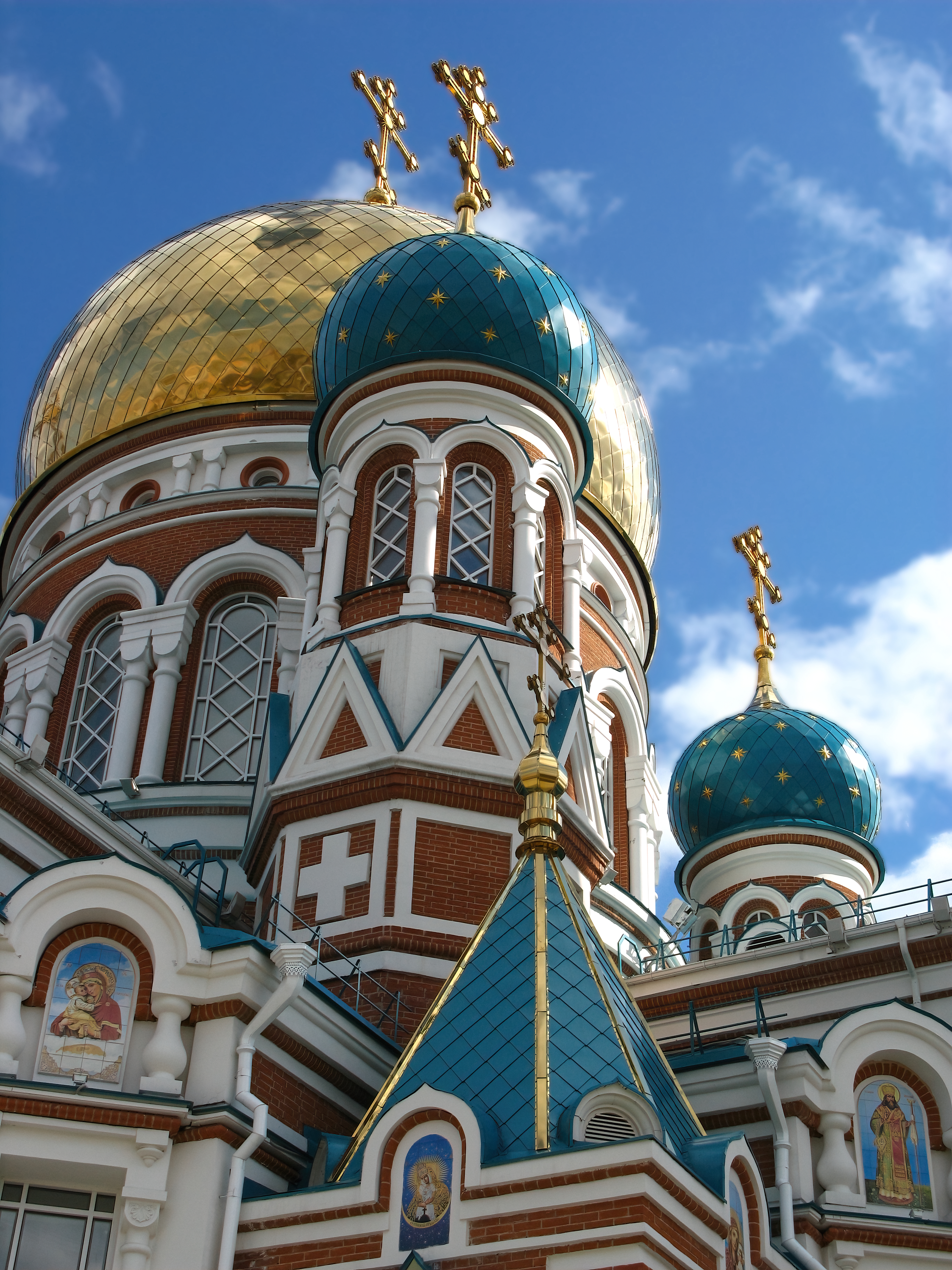

کلیسای بزرگ امسک روسی (Успенский собор) کلیسای جامعی است که در شهر امسک روسیه قرار دارد. این کلیسا در میدان سوبورناجا پلوسجاد در مرکز شهر امسک قرار دارد. این کلیسا بین سال‌های ۱۸۹۱ و ۱۸۹۸ بنا شده‌است. معمار این کلیسا ارنست ویریچ بود. این بنا توسط اتحاد جماهیر شوروی و به سال ۱۹۳۵ ویران شد و دوباره بین سال‌های ۲۰۰۵ و ۲۰۰۷ توسط سرمایه‌گذاری محلی بازسازی گردید. بازسازی این بنا با کمک عکس‌های قدیمی انجام گردید.